# حوض بالما المائي
حوض بالما المائي هو حديقة وحوض سمك تجاري، افتتح لأول مرة سنة 2007 في مدينة بالما، ميورقة في إسبانيا. يعد الحوض ملكية تابعة لعالم المرجان الدولي. يبعد الحوض 500 متر (1.600 قدم) عن شاطئ بلايا دي بالما، ويحوي 55 حوضًا تمثل موطنًا لـ700 نوع مختلف من الحياة البحرية من البحر الأبيض المتوسط، والمحيط الهندي والأطلسي. يصل عمق أحد الخزانات والذي يعرف ب«الأزرق الكبير» 8.5 أمتار (28 قدم) وهو أعمق حوض لأسماك القرش في أوروبا، ويضم أضخم تجمع للحياة المرجانية في أوروبا. حازت الحوض على جائزة «أفضل بادرة تجارية في البليار عام 2007» منحت من قِبَل مجلة الأخبار الاقتصادية، كما حازت على «جائزة إمكانية الوصول 2007» من قِبَل مجلس ميورقة.
ينظم الحوض أنشطة ترتكز على البيئة، كما يشارك في حملات الحماية والحفظ.
يستقبل حوض بالما المائي أكثر من أربعمائة ألف زائر كل عام، بمتوسط يبلغ ألف زائر في اليوم، حيث يمثل السكان المحليين 50% من عدد الزوار، في حين أن البقية ذوو أصول أوروبية. تعتبر الزيارة للحوض المائي كما لو كانت رحلة عبر بحار ومحيطات العالم.

## البحر الأبيض المتوسط

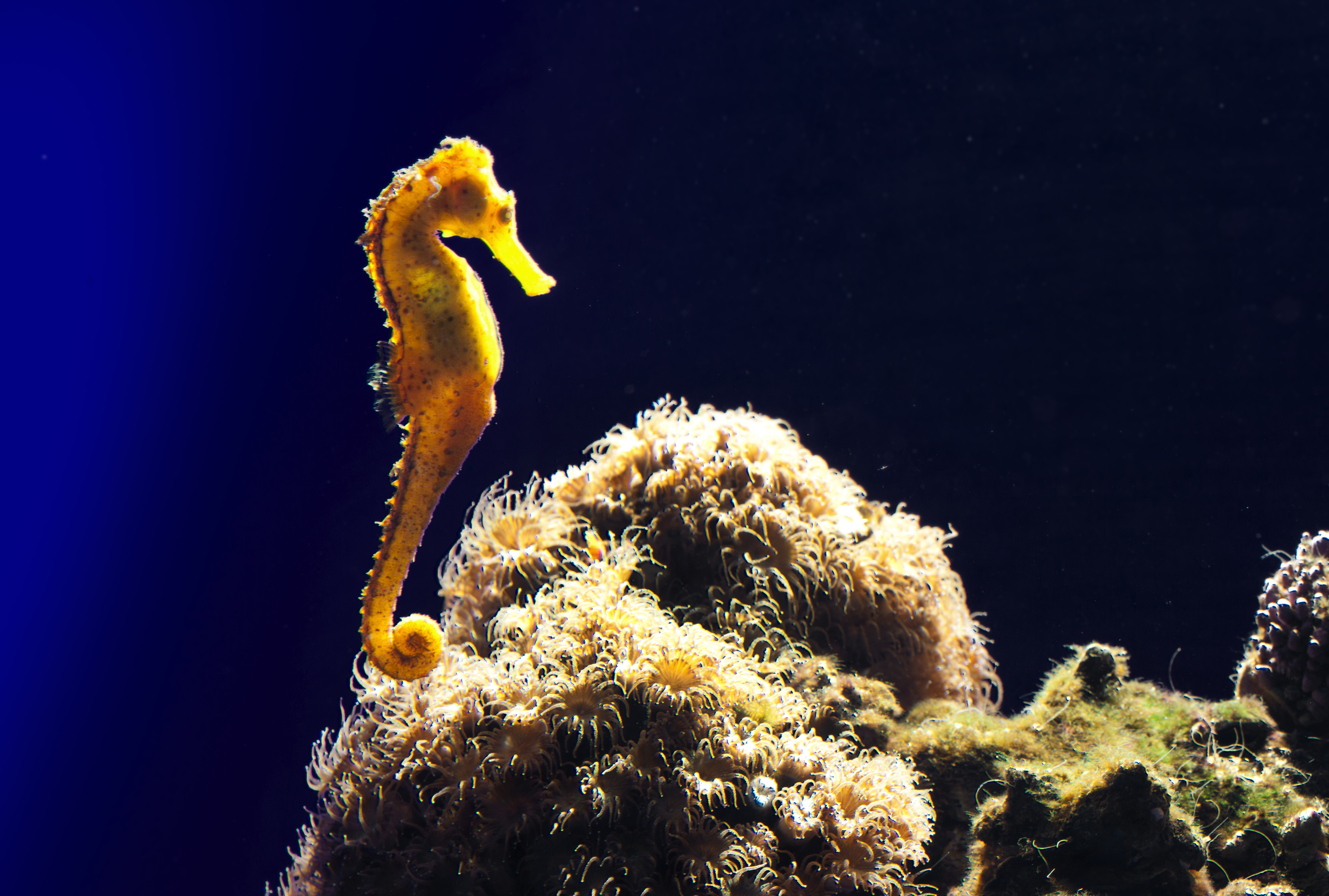
حوض "البحر الأبيض المتوسط"

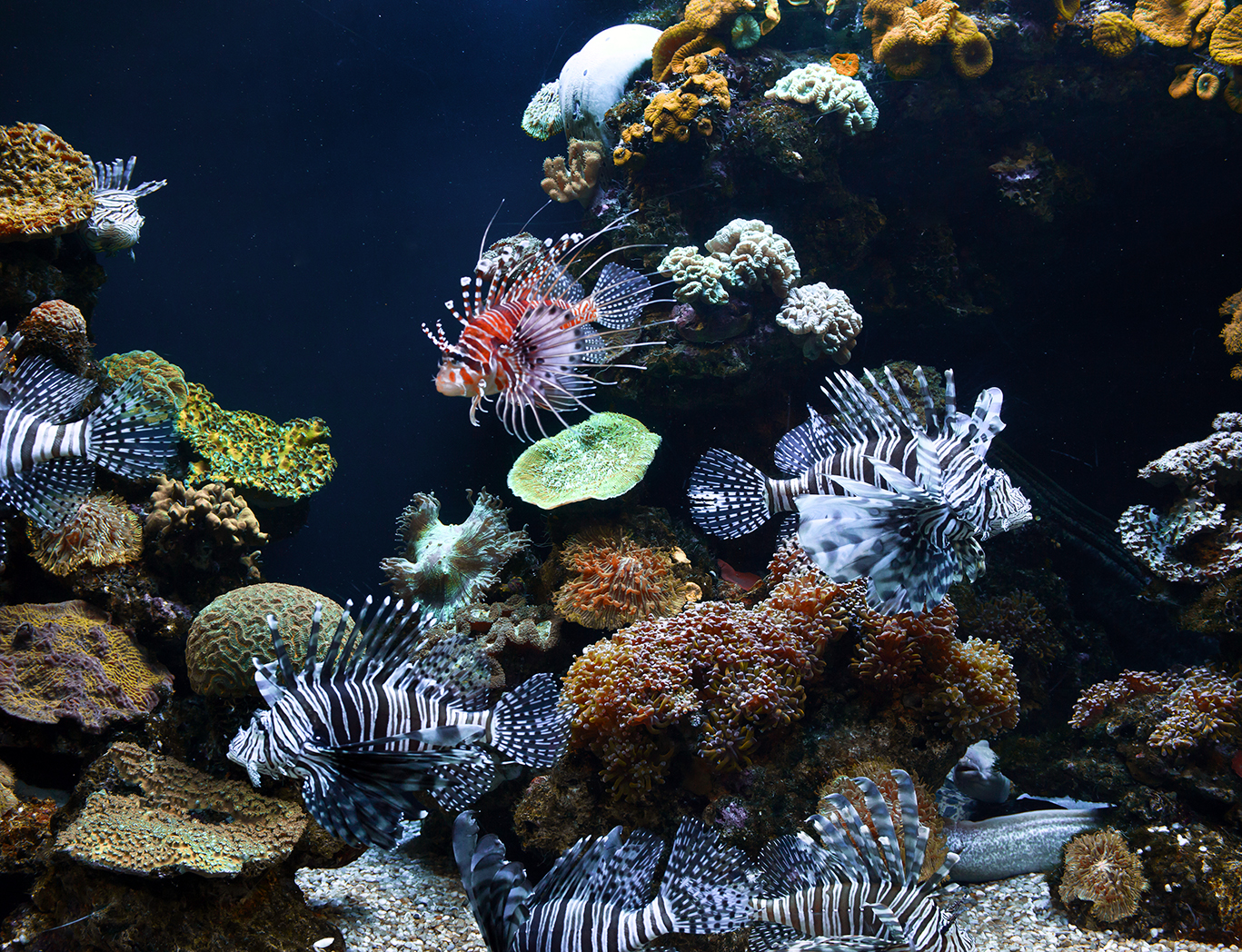
أحد أحواض "البحر الاستوائي"

تعرض المرحلة الأولى من «الرحلة» الحيوانات والنباتات البحرية للبحر الأبيض المتوسط كنجم البحر، والكركند، والكركند ذو المزالق، وعقرب البحر، والكيدميات، وأسماك الهامور، والقريدس، والروبيان، والسرطان، وأسماك الإنقليس، والشفينيات، وفرس البحر، والأخطبوطيات، وأسماك القنجر، والطحالب، والمرجان. باستطاعة الزوار التواصل مباشرة مع بعض هذه الحيوانات، كنجم البحر في الأحواض القابلة للمس.

## البحار الاستوائية
وجد 25 حوضًا مائيًا في هذا القسم تعرض حيوانات من الأجزاء الاستوائية للمحيط الهندي، والمحيط الهادئ، والمحيط الأطلسي. تشمل هذه الحيوانات السمكة النارية، سمكة المهرج، سمكة الأرملة السوداء التترا، الجراحيات، قرش الشعاب أسوَد الطرف، ومرجان ملون مشرق.
. تحتوي الحياة المرجانية في أحواض بالما على الجورجونيا، والمشروم، والأغاريسيا، والنخروبيات؛ وشقائق النعمان كالكاربت، والكاريبية أو المجسية الطويلة، وتنوع كبير للإسفنج. وهي تعتبر أحد الأحواض المائية القليلة في أوروبا حيث يكون جميع المرجان الذي يزين الأحواض حي وحقيقي، وواحدة من الأحواض المائية القلية التي تمتلك برنامج إعادة إنتاج مرجاني خاص بها، والذي أسفر عن ولادة مستعمرات مرجانية في الموقع.

## حدائق البحر الأبيض المتوسط

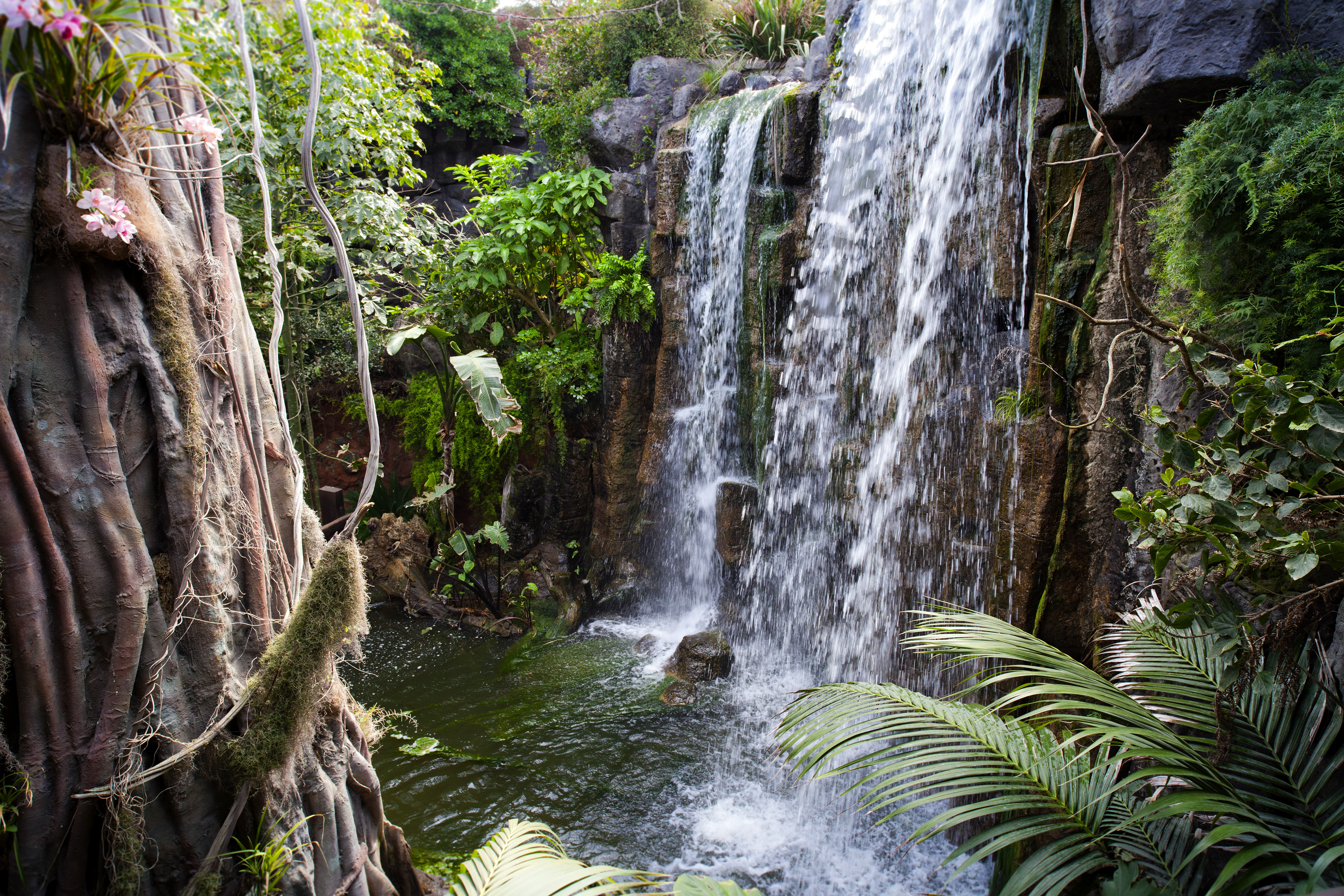
الغابة"

توجد منطقة للحدائق والتي تجمع بين نباتات البحر الأبيض المتوسط بأحواض تحتوي على سلاحف، وأسماك الكوي، أسماك الدنيس، والأسماك المرقطة. كما يوجد فيها كافيتيريا ومنطقة للعب الأطفال مع «سفينة قراصنة». أثناء فصل الصيف، تقدم الحديقة ألعاب المتعة والتسلية للأطفال، يضم تلوين الوجه، وعروض مائية.

## الغابة
صممت منطقة الغابة لتحاكي الغابات الاستوائية المطيرة. وتعد أكبر حديقة مغطاة في أسبانيا، وأحد أكبرها في أوروبا. يضفي الشلال وبعض نافثات الرذاذ جوا رطبًا، ومناخًا مصغرًا للنباتات الأمازونية التي تنمو هنالك.

## العملاق الأزرق
يعد «العملاق الأزرق» أعمق حوض أسماك قرش في أوروبا، بعمق يصل إلى 8.5 متر (28 قدم)، بطول 33 مترًا (108 قدم) وبحجم 25 مترًا (28 قدم). يحمل الحوض 3,500,000 (920,000 US جالون) من المياه المالحة.
يعيش ستة من قرشة الرمل البيري، وخمسة من قرشة الجرف الرملي، وحوالي 1000 سمكة داخل هذا الحوض. يخفض الزوار رؤوسهم عند المنطقة المركزية لمشاهدة الحوض عبر نفق شفاف، في حين تسبح أسماك القرش فوقها.

## حوض قناديل البحر
يتخذ حوض قناديل البحر شكلًا إسطوانيًا يحتوي على قرابة خمسين قنديلًا ينتمي معظمها إلى أنواع شائعة من قناديل البحر الأبيض المتوسط كهلام البحر العادي.

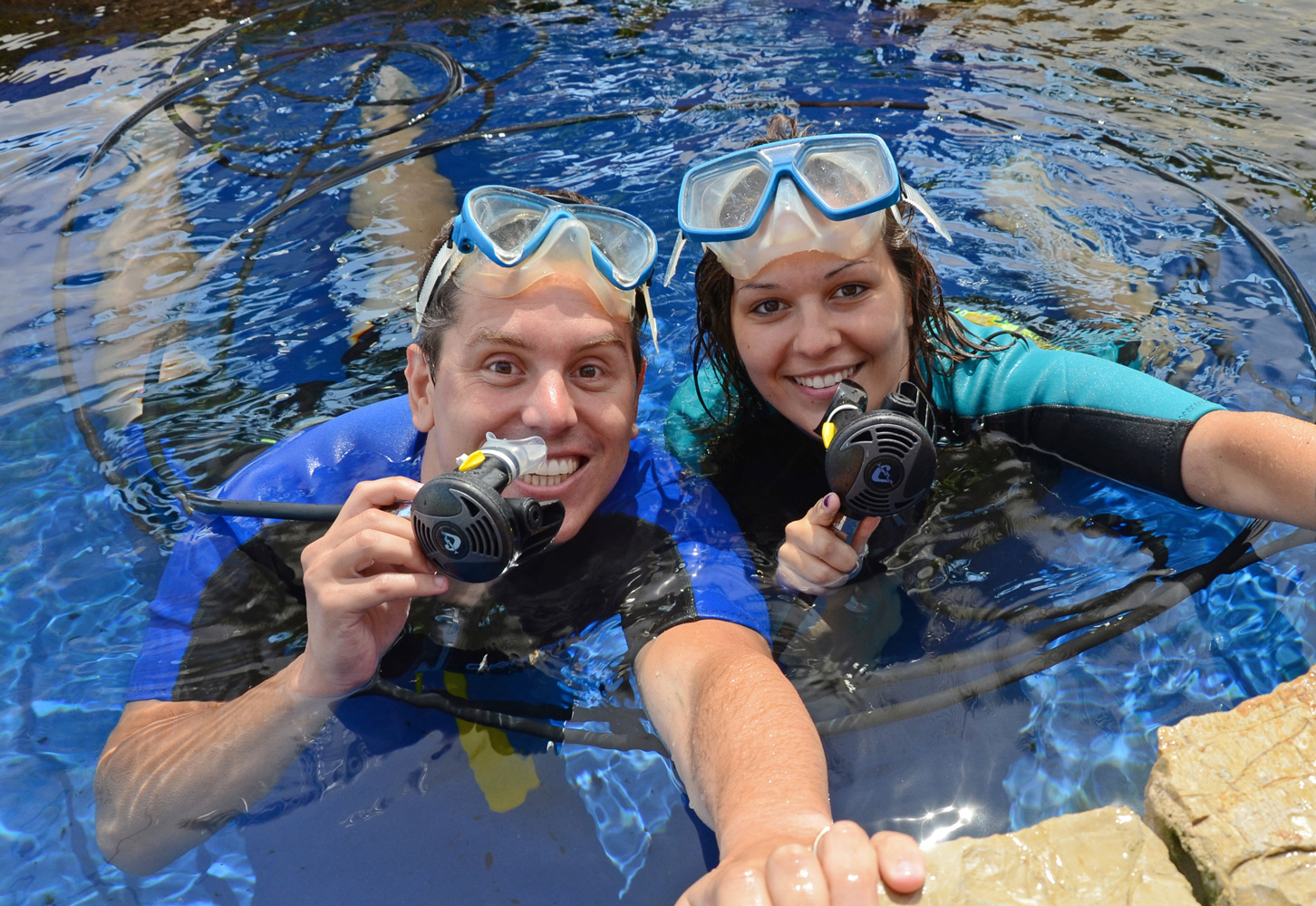
تحت الماء

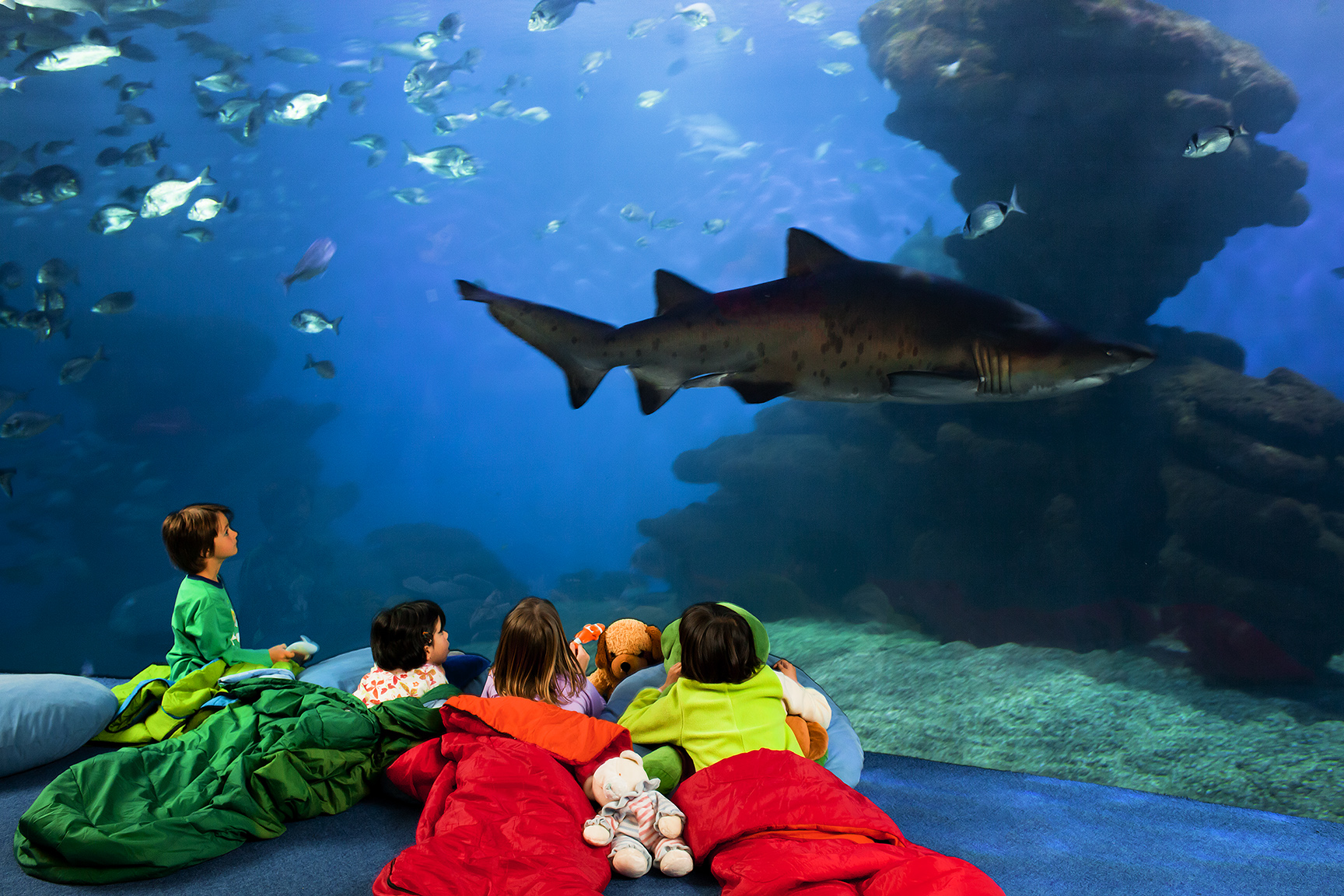
"النوم مع القرش"

## النشاطات
يتوفر عدد من الأنشطة المختلفة منها:
- «الغوص مع القرشة». وهو نشاط للأشخاص البالغين والأطفال.
- «تحت الماء». في فصل الصيف، بإمكان الزوار ممن هم فوق سن الثامنة السباحة في حوض سمك الرقيطة الموجود في حدائق البحر الأبيض المتوسط.
- «النوم مع القرش». يقضي الأطفال الذين تتراوح أعمارهم بين 6 إلى 16 سنة الليل بالتخييم بجانب حوض القرش «بيج بلو».
- «أعياد الميلاد».بإمكان الأطفال الاحتفال بأعياد ميلادهم في الحديقة مع حفلات بطابع القراصنة.

## الأنواع البحرية
يعد حوض بالما المائي موطنًا لحوالي 700 أنواع مختلفة من البحر الأحمر المتوسط، والمحيط الهندي، والمحيط الأطلسي والهادئ.
البحر الأبيض المتوسط :
- الكويكب (نجم البحر الشائع)
- جراد البحر الشائك الشائع (سرطان البحر الشوكي)
- Scyllarides latus (سرطان البحر المتوسطي)
- طرخين (أكبر ويفر)
- سيمفودوس تينكا (طائر الطاووس شرق الأطلنطي)
- هامور هامشي (Epinephelus marginatus) ()
- روبيان (جمبري كاريدى)
- موراينا هيلينا (ثعبان البحر موراي البحر الأبيض المتوسط)
- راجيفورميس (الأشعة)
- أنواع الحصين (فرس البحر)
- أخطبوطيات (الأخطبوط)
- قنجر أوروبي
- شقائق نعمان البحر
- بيناتولاسيا (قلم البحر)
- حجر المرجاليوم (المرجان الأحمر)
- أنواع Caulerpa (Caulerpa)
- كيسيات (النافورات البحرية)
- أنواع هولوثوريا (خيار البحر)
- Paracentrotus lividus (قنفذ البحر)
- Alcyonacea (جورجونيا)
- الفطريات scutaria (مرجان الفطر)
- Pseudanthias squamipinnis (أنثياس الاستوائية)
- كيدميات
- سمكة المهرج الشائعة
- هوائيات Pterois (سمكة النار العريضة)
- سمكة صفراء (جراح الأسماك)
- أنواع أنسيس (Razor clam)
- سمكة أنبوبية (Pipefish)
- سمك ماندارين (Mandarinfish)
- مكعب أوستراكيون (صندوق سمكي)
- جوبيو (جادجيون)
- بوريفيرا (اسفنج)
- قرش الشعاب أسود الطرف (قرش الشعاب السوداء)
- أنواع المهاد (cichlid الشيطان الأحمر)
- أنواع Serrasalmus (سمكة البيرانا)